# Lambton—Kent—Middlesex
Pour les articles homonymes, voir Kent (homonymie) et Middlesex.
Circonscription électorale fédérale du Canada
Lambton—Kent—Middlesex (précédemment connue sous le nom de Middlesex–Kent–Lambton) est une circonscription électorale fédérale et provinciale en Ontario.

## Circonscription fédérale
La circonscription est située dans le sud de l'Ontario, dont une partie est située sur les rives du Lac Huron et une autre sur les rives du lac Sainte-Claire. Les entités municipales formant la circonscription sont Chatham-Kent, Strathroy-Caradoc, Middlesex Centre, Lambton Shores, North Middlesex, Southwest Middlesex, Lucan Biddulph, Warwick, Adelaide Metcalfe et Brooke-Alvinston. 
Les circonscriptions limitrophes sont Chatham-Kent—Leamington, Elgin—Middlesex—London, Essex, Huron—Bruce, London—Fanshawe, London-Centre-Nord, London-Ouest, Perth—Wellington et Sarnia—Lambton.

### Résultats électoraux
|       | Candidat        | Parti        | # de voix | % des voix |
|       | (X) Bev Shipley | Conservateur | +28 300,  | 50,21 %    |
|       | Ken Filson      | Libéral      | +16 592,  | 29,44 %    |
|       | Rex Isaac       | NPD          | +09 598,  | 17,03 %    |
|       | Jim Johnston    | Vert         | +01 873,  | 3,32 %     |
| Total | Total           | Total        | 56 363    | 100 %      |

|       | Candidat        | Parti        | # de voix | % des voix |
|       | (x) Bev Shipley | Conservateur | +29 546,  | 57,68 %    |
|       | Gayle Stucke    | Libéral      | +07 264,  | 14,18 %    |
|       | Joe Hill        | NPD          | +12 299,  | 24,01 %    |
|       | Jim Johnston    | Vert         | +01 701,  | 3,32 %     |
|       | Mike Janssens   | Héritage     | +00413,   | 0,81 %     |
| Total | Total           | Total        | 51 223    | 100 %      |

|       | Candidat         | Parti        | # de voix | % des voix |
|       | (x) Bev Shipley  | Conservateur | +24 516,  | 51,28 %    |
|       | Jeff Wesley      | Libéral      | +11 812,  | 24,71 %    |
|       | Joe Hill         | NPD          | +07 427,  | 15,54 %    |
|       | Jim Johnston     | Vert         | +03 366,  | 7,04 %     |
|       | Michael Janssens | Héritage     | +00683,   | 1,43 %     |
| Total | Total            | Total        | 47 804    | 100 %      |

### Historique
La circonscription de Lambton—Kent—Middlesex a été créée en 1996 avec des parties des circonscriptions de Kent et de Lambton—Middlesex. Elle fut renommée en Middlesex—Kent—Lambton de 2003 à 2004.
À la suite du découpage de la carte électorale de 2022, la circonscription sera abolie dans Chatham-Kent—Leamington, Middlesex—London et Sarnia–Lambton–Bkejwanong.
| Législature                                                                          | Années       | Député      | Député        | Parti        |
| ------------------------------------------------------------------------------------ | ------------ | ----------- | ------------- | ------------ |
| Lambton—Kent—Middlesex issue de Kent et Lambton—Middlesex                            |              |             |               |              |
| 36e                                                                                  | 1997–2000    |             | Rose-Marie Ur | Libéral      |
| 37e                                                                                  | 2000–2004    |             | Rose-Marie Ur | Libéral      |
| Middlesex—Kent—Lambton                                                               |              |             |               |              |
| 38e                                                                                  | 2004–2006    |             | Rose-Marie Ur | Libéral      |
| Lambton—Kent—Middlesex                                                               |              |             |               |              |
| 39e                                                                                  | 2006–2008    |             | Bev Shipley   | Conservateur |
| 40e                                                                                  | 2008–2011    |             | Bev Shipley   | Conservateur |
| 41e                                                                                  | 2011–2015    |             | Bev Shipley   | Conservateur |
| 42e                                                                                  | 2015–2019    |             | Bev Shipley   | Conservateur |
| 43e                                                                                  | 2019–2021    | Lianne Rood |               | Conservateur |
| 44e                                                                                  | 2021–Présent | Lianne Rood |               | Conservateur |
| dissoute dans Chatham-Kent—Leamington, Middlesex—London et Sarnia–Lambton–Bkejwanong |              |             |               |              |

## Circonscription provinciale
Depuis les élections provinciales ontariennes du 4 octobre 2007, l'ensemble des circonscriptions provinciales et des circonscriptions fédérales sont identiques.
1. ↑  Élections Canada, « Résultats Élection fédérale canadienne de 2021 », sur enr.elections.ca (consulté le 19 février 2022).
2. ↑  Élections Canada, « Résultats Élection fédérale canadienne de 2019 », sur enr.elections.ca (consulté le 2 novembre 2019).
3. ↑  Élections Canada.